# Джон Фиц-Гилберт Маршал
Джон Фиц-Гилберт (англ. John FitzGilbert), также известный как Джон «Маршал» (англ. John «the Marshal»; ок. 1105 — до ноября 1165) — мелкий англонормандский рыцарь, главный маршал английского королевского двора, сын Гилберта Жиффара, основатель рода Маршалов. Джон принимал участие в гражданской войне в Англии (сначала на стороне Стефана Блуасского, затем на стороне императрицы Матильды), благодаря чему получил ряд владений. Во время правления Генриха II сохранил большую часть своих приобретений, а должность главного маршала стала наследственной в его семье. Позже Джон попал в опалу, и не играл серьёзной роли в английской политике, однако в 1164 году он начал тяжбу против архиепископа Кентерберийского Томаса Беккета, которой воспользовался король, чтобы изгнать архиепископа из Англии.
Одним из сыновей Джона был Уильям Маршал, 1-й граф Пембрук, который впоследствии приобрёл всеевропейскую известность и славу «цвета рыцарства».

## Биография

### Происхождение и начало карьеры
Джон происходил из небогатого англо-нормандского рода. Его отец, согласно «Истории Уильяма Маршала», был сыном или зятем Гилберта Жиффара, который переселился из Нормандии в Англию или во время Нормандского завоевания, или вскоре после него, и, согласно Книге Страшного суда (1086 год), имел владения в будущем графстве Уилтшир на западе Англии. «Constitutio Domus Regis» называет Гилберта главным маршалом королевского двора Генриха I. Имя матери Джона неизвестно. Возможно она была наследницей Уильяма Фиц-Ожера. Также у Джона был младший брат Уильям Жиффар (ум. после 1166), который в 1141—1142 годах был канцлером королевы Матильды.
Первое упоминание Джона Фиц-Гилберта относится ко времени правления короля Генриха I, когда он вместе с отцом не позднее 1130 года успешно отстоял право на должность маршала. За право обладать этой должностью Джон заплатил 40 серебряных марок. «Constitutio Domus Regis», составленная в первые годы правления короля Стефана, упоминает Джона Фиц-Гилберта как главного маршала. Большой властью он не обладал, однако должность маршала позволяла Джону находиться в близком окружении короля. В его подчинении находились четыре помощника, несколько королевских церемониймейстеров, смотритель покоев и смотритель королевских каминов. Кроме того, Джон был владельцем нескольких домов рядом с королевским дворцом, замка в Уинчестере и ряда земель в юго-западной Англии (в Уилтшире и Беркшире). Его главное поместье, Хамстед-Маршал, было построено в долине реки Кеннет вблизи с границей между Уилтширом и Беркширом. К этому времени относится также первый брак Джона с Аделиной, происходившей из Уилтшира. От этого союза родилось двое сыновей — Гилберт и Уолтер.

### Гражданская война
Деятельности Джона во время Гражданской войны в Англии (1135—1154 годы) уделено много внимания в «Истории Уильяма Маршала» — биографии самого знаменитого из сыновей Джона, созданной вскоре после 1226 года на основании рассказов людей, лично знавших Уильяма. Однако сведения из этого источника достаточно предвзятые и часто содержат искажения и преувеличения. В нём Джон предстаёт галантным, мудрым, храбрым и надежным рыцарем, достойной подражания личностью. При этом Джон Фиц-Гилберт не был графом или бароном и не обладал большим богатством, кроме того он не был предан императрице Матильде с самого начала, как сообщается в «Истории». Как и многие другие феодалы этого времени, он начинал войну на одной стороне конфликта, а затем перешёл на другую сторону. Затяжной конфликт между Стефаном Блуасским и Матильдой предоставил Джону много новых возможностей. Лавируя между двумя конфликтующими сторонами, он использовал войну для своего возвышения.
После смерти Генриха I в декабре 1135 года королём Англии короновался его племянник, Стефан Блуасский, проигнорировавший претензии на престол Матильды, дочери покойного короля. Джон, судя по всему, поддержал избрание Стефана и сохранил свою должность. Его имя постоянно появляется в актах короля Стефана в 1136—1138 годах. Также маршал сопровождал короля в его поездке в Нормандию в 1137 году, однако он не упоминается в актах после начала гражданской войны. «Летопись Уинчестера» сообщает, что в 1138 году Джон был кастеляном замков Мальборо и Ладжерсхолл. Вероятно, он получил управления этими замками от короля Стефана в качестве платы за поддержку. Замок Мальборо занимал стратегически важную позицию в западной Англии, позволяя контролировать основную дорогу между Лондоном и Бристолем, а также земли в северном Уилтшире. Хотя должность констебля и была временным пожалованием, но благодаря ей Джон Фиц-Гилберт стал очень влиятельной фигурой в регионе, что открыло для него новые перспективы. Вероятно, именно тогда Джон стал создавать основу своего будущего манора в северном Уилтшире и долине реки Кеннет.
В 1139 году Матильда, которую поддержал её единокровный брат Роберт Глостерский, высадилась в Англии и обосновалась в Бристоле. В результате Англия оказалась расколота на две части. Стефан и его соратники контролировали юго-восток королевства, а Матильда и Роберт — юго-запад. В это время Джон Фиц-Гилберт, владения которого находились в самом центре столкновений враждующих баронов, перешёл на сторону Матильды. В феврале 1141 года сторонникам Матильды удалось захватить в плен короля Стефана около Линкольна. В июле Джон находился около Матильды в Оксфорде. В августе-сентябре он участвовал в осаде Уинчестера. Продолжатель «Хроники Иоанна Уинчестерского» называет Джона сторонником Матильды, который устроил на рассвете засаду около Уинчестера против легковооруженного отряда сторонников Стефана. Около Уинчестера 14 сентября армия императрицы потерпела сокрушительное поражение. «История Уильяма Маршала» приводит драматическую историю о героическом участии Джона Фиц-Гилберта в спасении Матильды, изображая его единственным надёжным советником императрицы, посоветовавшим ей бежать с поля битвы. Кроме того, согласно «Истории» именно Джон посоветовал Матильде скакать на лошади по-мужски, чтобы ехать быстрее. Там же указывается, что Джон со своим отрядом в Стокбридже прикрывал бегство Матильды, хотя на самом деле это делал Роберт Глостерский (попавший в итоге в плен), причём не в Стокбридже, а в Уэрвелле. Эта история похожа на семейную легенду, в которой вымысел переплетается с правдой. Последующие события, освещённые в «Истории», более достоверны и подтверждаются другими источниками. Вероятно, Джон на самом деле сражался на стороне Матильды около монастыря в Уэрвеле. Как только ему стало ясно, что отряд обречён на поражение, Джон отступил и спрятался в церкви аббатства. Однако сторонники Стефана подожгли церковь, в результате чего свинцовая крыша расплавилась. «История» сообщает, что капли горячего свинца капали на лицо Джона, что привело его к потере глаза. Джона посчитали мёртвым. Хотя он и был серьёзно ранен, но он смог выбраться из руин церкви.
После 1141 года в течение ряда последующих лет ни одна сторона не смогла добиться перевеса. В это время Джон продолжал оставаться в числе сторонников Матильды. Его брат, Уильям Жиффар, в 1141 и 1142 годах был канцлером императрицы. Однако Джона в это время, судя по всему, больше занимало упрочнение своей власти в Беркшире, где в аббатстве Абиндон называли его своим главным угнетателем, и в Уилтшире. При этом Джон был жесток и беспощаден к своим противникам. Некоторые хронисты называют его «исчадием ада и корнем зла, человеком, который вверг королевство в непрекращающиеся беспорядки, человеком, который строил чудесные замки, но использовал их, чтобы навязать свою тираническую власть той или иной земле, изымать деньги и собственность церкви».
Характер Джона ярко проявился в эпизоде, о котором сообщает Уильям Мальмсберийский. Фламандский наёмник Роберт Фиц-Хьюберт, который первоначально служил Роберту Глостерскому, весной 1140 года захватил королевский замок Девайз в Уилтшире, но отказался передавать его своему сюзерену, намереваясь сохранить для себя. После этого он связался с Джоном Фиц-Гилбертом: замок Мальборо, принадлежавший Джону, находился в 14 милях от Девайза. Возможно, Роберт намеревался подчинить себе Джона, однако просчитался. Джон пригласил Роберта в Мальборо, устроив там ловушку. Роберт со своими людьми попал в плен, где подвергся пыткам. Вероятно, Джон решил использовать своего пленника для того, чтобы получить Девайз для себя. Сначала он предложил передать наёмника Роберту Глостерскому за 500 марок, а позже привёз к Девайзу, пытаясь убедить гарнизон замка сдаться. После того как те отказались впустить Джона, он повесил наёмника.
Подобными приёмами Джон пытался во время затянувшегося военного конфликта улучшить своё положение. Однако далеко не все его начинания имели успех. Так, в конце 1140-х годов у Джона начался конфликт с одним из самых могущественных феодалов Уилтшира — Патриком, графом Солсбери, который управлял одним из самых укреплённых городов области — Олд-Сарумом. Как и Джон, Патрик во время гражданской войны перешёл на сторону Матильды. Вероятно, конфликт был вызван стремлением Джона распространить своё влияние на восток. Он попытался построить небольшую крепость Лагершолл, что вызвало неудовольствие Патрика Солсбери, усмотревшим ущемление своих интересов. Конфликт сопровождался набегами и кровопролитными стычками. Подробности междоусобицы неизвестны, однако Джон был вынужден предложить мир. Итогом соглашения стала женитьба Джона на Сибилле, сестре Патрика Солсбери. Чтобы заключить брак, Джон развёлся со своей первой женой. Обоснованием развода, вероятно, послужило кровное родство супругов. Союз с семьёй Патрика Солсбери не только положил конец вражде, но и послужил укреплению социального статуса Джона. В этом браке родилось 4 сына и 3 дочери. Одним из сыновей был Уильям Маршал, который впоследствии приобрёл всеевропейскую известность и славу «цвета рыцарства».
В начале 1150-х годов перевес в войне перешёл на сторону Матильды. Ещё в 1145 году её муж провозгласил себя герцогом Нормандии, захватив континентальные владения Стефана. Хотя он не рискнул вторгнуться в Англию, но произошедшее нанесло серьёзный удар по амбициям Стефана. Поскольку английская знать имела владения и в Нормандии, то им стало невыгодно поддерживать Стефана. Компромиссной фигурой на английском престоле мог стать Генрих, сын Матильды и Жоффруа. Оставалось только заставить Стефана признать права Генриха.
В это время Джон Фиц-Гилберт вступил в открытый конфликт со Стефаном. Джон желал расширить свои владения, для чего решил построить новую крепость для контроля за дорогой между Оксфордом и Уинчестером. Точно не установлено, где располагался этот замок. «История Уильяма Маршала» помещает его в Ньюбери, однако там не было найдено никаких следов строений. Возможно, замок располагался в миле от замка Джона в Хамстед-Марщал в Беркшире, где находится большой холм на естественном склоне. Стефан в ответ решил наказать маршала и осадил Ньюбери. Джона в этот момент в замке не было. Узнав об осаде, он вступил в переговоры со Стефаном, попросив о перемирии и, возможно, пообещал сдаться. В качестве гарантии он передал королю в качестве заложника одного из своих младших сыновей от второго брака — Уильяма, которому тогда было около 5 лет. Стефан отвёл свои войска, чтобы Джон смог организовать сдачу замка, однако тот обещание не выполнил. Узнав об этом, король решил повесить заложника, но затем передумал. По легенде, Джон на угрозу казнить сына ответил, что у него «есть молот и наковальни, чтобы выковать ещё лучшего сына». Уильям провёл в заложниках больше года. Замок Ньюбери в конце концов сдался, однако Джон плена избежал.
6 ноября 1153 года в Уинчестере были согласованы условия мира между Стефаном и Матильдой, по которому Стефан сохранял корону, но его преемником становился Генрих, сын Матильды. После этого сын Джона Уильям был отпущен.

### Последние годы
Гражданская война завершилась, что ограничило возможности Джона Фиц-Гилберта по расширению своего влияния. После смерти Стефана Блуаского в 1154 году на английский престол взошёл Генрих II, сын Матильды. В первый год правления нового короля Джон оставался заметной фигурой при королевском дворе. Он сохранил большую часть приобретений (кроме замка Ладжерсхолл), также он сохранил должность маршала, которая, превратившись в наследственную, закрепилась за потомками Джона и дала название их роду — Маршалы (англ. Marshalls). Но в 1158 году он лишился кастелянства в Мальборо, которое было краеугольным камнем в его влиянии на западе Англии. А затем Джон оказался в опале. Ральф Дисский сообщает, что поводом послужило сделанное на основании так называемого «пророчества Мерлина» заявление Джона о том, что Генрих II, отбывший в 1158 году на континент, обратно не вернётся. Когда король вернулся в январе 1163 года, то лишил Джона своей благосклонности.
Во время правления Генриха II Джон не принимал активного участия в политике, но оставил свой след в истории. В 1164 году Джон начал тяжбу против архиепископа Кентерберийского Томаса Беккета. Поводом послужила спор за небольшой манор Пэгем в Южном Мандхэме в Суссексе, на часть которого предъявлял права Джон. Эти земли в 1162 году были отобраны у него архиепископом. Потерпев неудачу в архиепископском суде, Джон воспользовался недавно изданным королевским указом, согласно которому всякий, кто не получил справедливого решения от своего господина мог обращаться в королевский суд, и подал жалобу на архиепископа королю. Генрих II в ноябре 1164 года в Нортхемптоне рассмотрел жалобу. Хотя она не была удовлетворена, король нашёл повод для атаки на Томаса Бекета, которая привела к изгнанию архиепископа из Англии.
Джон умер не позднее ноября 1165 года и был похоронен в монастыре Бранденсток (Уилтшир). Владения были разделены между старшим сыном первого брака, Гилбертом, и старшим сыном от второго брака, Джоном II (он также унаследовал и должность главного маршала), однако они не оставили законных наследников. В итоге в 1194 году владения и должность главного маршала перешли ко второму сыну от второго брака, Уильяму. Ещё один сын, Генри, стал епископом Эксетера.

## Брак и дети
1-я жена: Эйлин. Точное её происхождение неизвестно. «The Complete Peerage» указывает, что она была дочерью Уолтера Пипарда, небогатого землевладельца из Уилтшира. Согласно «Истории Уильяма Маршала» Джон развёлся с ней, чтобы вступить во второй брак. После этого Эйлин вышла замуж вторично за Стефана Гэя, мелкого оксфордширского землевладельца. Дети от этого брака:
- Гилберт Фиц-Джон (ум. до ноября 1166), унаследовал часть владений отца, вскоре умер без потомства[5];
- Уолтер Фиц-Джон (ум. ок. 1166/1167); «Истории Уильяма Маршала» приводит легенду, по которой не названный по имени брат Гилберта умер «от горя на могиле брата». «The Complete Peerage» называет его Уолтером[16], но неизвестно, на чём базируется эта информация[5].

2-я жена: Сибилла, дочь Уолтера Фиц-Эдварда Солсберийского и Матильды де Чауорт, сестра Патрика, графа Солсбери. Дети от этого брака:
- Джон II Маршал  (ок. 1144/1145 — март 1194); унаследовал часть владений отца, а также должность главного маршала, которую он сохранял до своей смерти. После смерти единокровного брата Гилберта унаследовал и его владения. Жена: Джоанна де Порт (ум. ок. 1204/1213), дочери Адама де Порта, барона из Бейзинга, и Мабиль д’Орваль. Законных детей Джон Маршал не имел, хотя у него был побочный сын Джон III (ум. 1235), ставший отцом Джону Маршалу IV (ум. 1242), графу Уорику, и Уильяму Маршалу (ум. 1265), основателю боковой линии дома Маршалов. После смерти мужа Джоанна вышла замуж вторично — за Риварда де Риверса[5].
- Уильям Маршал (ок. 1146 — 14 мая 1219), главный маршал с 1194, 1-й граф Пембрук с 1199[5].
- Ансель; в «Истории Уильяма Маршала» упоминается некий Ансель Маршал, участвовавший в одном из походов Генриха Молодого Короля. «The Complete Peerage» считает его сыном Джона от второго брака[16], но документального подтверждения этой версии не существует[5].
- Генри (ум. 1206), декан Йорка в 1189 году, епископ Эксетера в 1194 году. «The Complete Peerage» считает его сыном Джона от второго брака[16], но не известно, на каких документах эта версия базируется[5].
- Матильда (Мод); муж: Роберт де Понт Л’Арш (ум. после 1196); документальных подтверждений происхождения Матильды и её брака не существует, информация о них приведена в «The Complete Peerage»[16][5].
- дочь (ок. 1145/1155 — ?); муж: с ок. 1160/170 Уильям III Красс (Ле Грос)[англ.] (ум. ок. 1204/1214), барон из Чиппинг Содбери, стюард Нормандии в 1203; Джон Хант сообщает, что Уильям был женат на сестре Уильяма Маршала[17], однако неизвестно, на каких документах это базируется. Но при этом существует 2 документальных подтверждения о том, что Маршалы и Красы находились в родстве[5].

«The Complete Peerage» приводит информацию ещё об одной дочери от второго брака:
- Маргарита (ум. ок. 1242/1243); 1-й муж: Ральф II де Сомери (ум. 1210), сеньор Дадли (Вустершир); 2-й муж: Морис де Ганд (ум. 1230).

Однако существует хронологическая проблема с происхождением Маргариты. Если она была дочерью Джона, то она должна была родиться не позже 1155 года. Однако дети Ральфа II де Соммери родились не ранее 1190-х годов, а второй муж Маргариты, Морис де Гант, предположительно женился второй раз в надежде иметь детей. В таком случае Маргарита не могла быть дочерью Джона, поскольку родилась значительно позже его смерти.

## Комментарии
1. ↑  Должность маршала в то время не относилась к числу высших придворных должностей. Маршал отвечал за содержание лошадей, ястребов и гончих, а также за организацию повседневной жизни королевского двора. Маршал находился в подчинении у констебля Англии[3][4].
2. ↑  Матильда была дочерью короля Генриха I. Её первым мужем был император Священной римской империи, поэтому её называли императрицей Матильдой. Генрих I после гибели Вильгельма Этелинга, своего единственного законнорожденного сына, в 1127 заставил английскую знать признать Матильду наследницей престола[7].
3. ↑  Стефан был сыном Аделы, сестры Генриха I.
4. ↑  В момент смерти отца Матильда, которая вышла замуж вторично за графа Анжу Жоффруа V Красивого, находилась в Нормандии и ждала третьего ребёнка. О коронации Стефана она узнала только в начале 1136 года[7].